# Astomaea galiocarpa
Astomaea galiocarpa är en växtart i släktet Astomaea och familjen flockblommiga växter. Den beskrevs först av Jevgenij Korovin som Astomatopsis galiocarpa, och fick sitt nu gällande namn av Rafaël Govaerts.
Arten återfinns i Tadzjikistan och Uzbekistan.